# Notopleura tapajozensis
Notopleura tapajozensis là một loài thực vật có hoa trong họ Thiến thảo. Loài này được (Standl.) Bremek. mô tả khoa học đầu tiên năm 1934.